# Phytomyptera biseta
Phytomyptera biseta là một loài ruồi trong họ Tachinidae.